# 도산족계좌목
도산족계좌목(道山族稧座目)은 대전광역시 중구 한국족보박물관에 있는 충주박씨가의 족보이다. 2012년 1월 9일 대전광역시의 유형문화재 제47호로 지정되었다.

## 개요
대전의 대표적인 사족인 충주박씨가의 족계로, 17세기 대전 세거 충주박씨가의 세거지와 친족결합 양상을 이해할 수 있는 자료이다. 충주박씨 종족 및 종회활동 등의 족계의 운영 실태를 살필 수 있는 자료로 씨족사와 족보학, 서지학 연구에 활용가치가 높다.

## 참고 자료
- 도산족계좌목 - 국가유산청 국가유산포털